# 叶卡捷琳娜·拉巴娅
叶卡捷琳娜·博里索芙娜·拉巴娅（俄语：Екатерина Борисовна Рабая，1993年11月6日—）生于图拉州图拉，是一名俄罗斯女子射击运动员，主攻飞碟射击。她的母亲叶莲娜·拉巴娅同样从事射击运动，曾参加过1996年亚特兰大奥运。叶卡捷琳娜·拉巴娅在2006年开始练习射击，她的教练是她的母亲以及2000年悉尼奥运银牌得主Svetlana Demina。